# Fettfisch
Als Fettfische werden Speisefische bezeichnet, in deren Muskelgewebe das Fett einen Anteil von etwa 10 Prozent übersteigt; er kann – je nach Art – über 30 Prozent betragen.
Bekannte Arten sind zum Beispiel Hering, Sprotte, Lachs, Makrele, Thunfisch, Aal, Dornhai sowie Schwarzer Heilbutt und Wels (Waller).
Auch der Escolar (Buttermakrele) gilt gemeinhin als Fettfisch, obwohl die Lipide in seinem Gewebe zu fast 90 % aus unverdaulichen Wachsen bestehen.
Meerlebende Fettfische gelten wegen ihres Gehalts an Omega-3-Fettsäuren und Vitamin D als ernährungsphysiologisch wertvoll.
Im Gegensatz zu den Fettfischen gibt es die Gruppe der in der Fischerei Magerfisch genannten fettärmeren Sorten wie Kabeljau oder Schellfisch, ebenso Mittelfette Fische wie Karpfen und Heilbutt.